# Kuke Mbomo
Kuke Mbomo (ou Kuke Bova) est un village du Cameroun situé dans le département de la Meme et la Région du Sud-Ouest. Il fait partie de la commune de Mbonge.

## Population
En 1968 on y a dénombré 125 habitants, principalement des Bamboko.
Lors du recensement national de 2005, la localité comptait 1 995 habitants.